# Lytta margarita
Lytta margarita es una especie de coleóptero de la familia Meloidae.

## Distribución geográfica
Habita en la Baja California (Estados Unidos).